# Олімпійська печера (Росія, Архангельська область)
Олімпійська (рос. Олимпийская) — печера в Архангельській області, на Біломорсько-Кулойському плато європейської півночі Росії. Карстова печера горизонтального типу простягання. Загальна протяжність — 5500 м. Глибина печери становить 27 м. Категорія складності проходження ходів печери — 3А.